# Palacio de Torrecilla

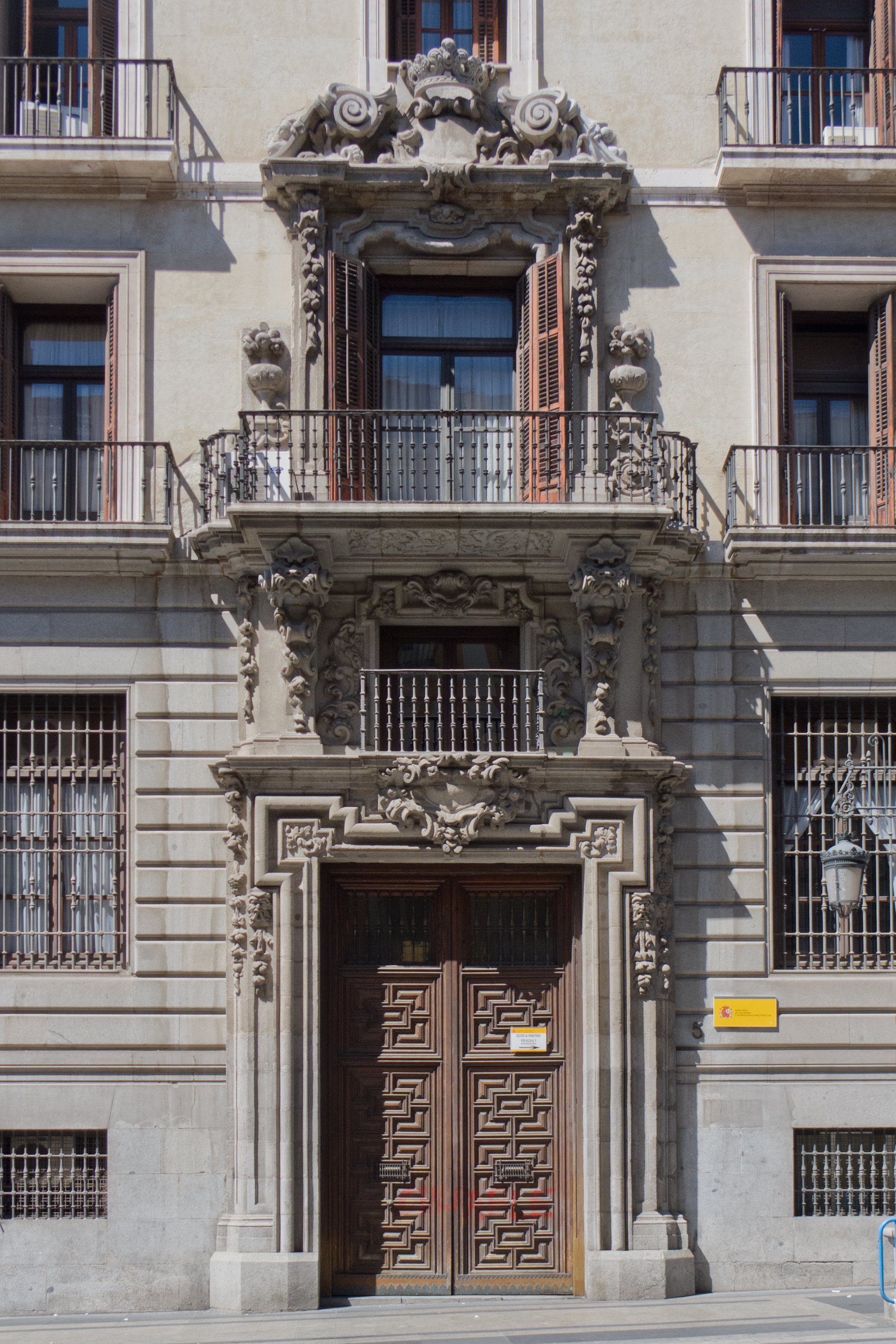
La portada del antiguo palacio obra de Pedro de Ribera.

El Palacio de Torrecilla fue en su origen un edificio de estilo churrigueresco de Madrid (España), construido entre los años 1716 y 1731 por el arquitecto Pedro de Ribera.

## Historia
Situado al comienzo de la calle de Alcalá, se levantó como residencia de Félix de Salabert y Aguerri, Marqués de Torrecilla y Valdeolmos. El edificio se distribuía en tres plantas y piso bajo, y su estructura seguía las líneas habituales utilizadas por Pedro de Ribera, que fundía en un único conjunto ornamental la puerta y la balconada superior, de forma que la fachada servía de fondo al conjunto.
En el siglo xviii fue utilizado como estación de partida para las Postas Generales, albergando en él la Fonda Peninsulares. A partir del siglo xix fue hotel de la Compañía de Diligencias Peninsulares, sede del Círculo de Bellas Artes y Centro Asturiano.
Durante la guerra civil, y dado que la Junta de Defensa estuvo situada en los bajos del vecino Ministerio de Hacienda –a la entrada de la calle de Alcalá–, la zona sufrió habituales bombardeos que destruyeron varios de los edificios contiguos, entre ellos este palacio de Torrecilla, del que solo quedó en pie la fachada que había sido protegida con sacos terreros. Después de la guerra las necesidades de espacio para los servicios administrativos del ministerio determinó la adquisición de los solares contiguos, como el palacio. Se planteó la construcción de un edificio que armonizara con el conjunto que forman los edificios de la Real Casa de la Aduana, obra de Sabatini, y la Real Academia de Bellas Artes de San Fernando. El arquitecto Miguel Durán Salgado diseñó el edificio siguiendo un estilo clasicista, que comenzó a construirse en 1944, y la portada del antiguo palacio, datada en 1730, fue integrada en el centro de la nueva construcción.